# Kael'Thas Sunstrider
Kael'Thas Sunstrider is de leider van de Blood Elves in de Warcraft-spelreeks. Hij is de laatste van de Sunstriders, en is eigenlijk de koning, maar is nog niet naar de hoofdstad van de Blood Elves gekomen om zichzelf tot koning te benoemen.
Hij zit momenteel in Tempest Keep, een instance in de Outlands.

## Geschiedenis
Hij was de laatste van de Sunstriders, een koninklijke familie. Hij was deel van de High Elves die verbannen werd van het land van de Night Elves, 9000 jaar vóór Warcraft I.
Hij verscheen voor het eerst na de Tweede Invasie van de Burning Legion. Hij leidde een kleine verzetsgroep in het midden van de Scourge's Plaguelands. Daar kwam hij Maiev Shadowsong en Tyrande Whisperwind tegen. Zij waren Night Elves, en ze waren op zoek naar Illidan Stormrage. Later hielp hij hen ook door Illidan tegen te houden toen hij de Icegrown Glacier wilde verwoesten, met een spreuk die heel Azeroth zou kunnen vernietigen.
Nadat de Night Elves weg waren, moest hij naar de verwoeste stad Dalaran. Daar kwam hij de racistische commandant Garithos tegen. Hij was aanvoerder van de laatste levende mensen van Lordaeron. De Blood Elves werden vaak misbruikt en uitgebuit. Garithos wilde ze namelijk gewoon gebruiken als levende schilden tegen de legers van de Scourge. Hij wilde ook dat de Blood Elves voor altijd zouden verdwijnen, samen met de Scourge.
Op een missie moest Kael een rivier oversteken, maar de brug was kapot. De Naga boden hun hulp aan en brachten Kael en zijn groep de rivier over. Garithos waarschuwde de Blood Elves toen hij het hoorde. Op een andere missie moest Kael samen met weinig andere Blood Elves vechten tegen de Scourge, maar ze waren in de minderheid. Nu kwamen de Naga nog een keer te hulp. Ze hadden de Scourge verslagen, maar terwijl de Naga weggingen werden ze gezien door de mensen. Garithos stuurde de Blood Elves toen naar de gevangenis, waarna ze weer gered werden door de Naga.
Terwijl ze aan het ontsnappen waren, vertelde de leider van de Naga's, Lady Vashj, dat de Naga en de Blood Elves iets in gemeen hadden: Ze waren allebei verslaafd aan magie. Illidan zou de Blood Elves kunnen helpen, en samen gingen de Naga en de Blood Elves door een portaal naar de Outlands. Daar ging Kael in dienst van Illidan, in ruil voor demonische magie voor de Blood Elves, zodat ze konden leven.

## World of Warcraft
In een Draenei quest, "Show Gnomercy", waar je een Gnome Engineer moet doden. Als je hem verslaat vind je een brief waarin staat dat de Gnomes de Exodar moeten overnemen. De brief is ondertekend door 'King Sunstrider', en aangezien Kael'thas de enige Sunstrider is die nog leeft, moet hij de brief geschreven hebben.

## Biografie
Voor de derde oorlog was Kael een machtige magiër en een vooraanstaand lid van de Kirin Tor en de Convocation of Silvermoon. Hij studeerde veel in Dalaran en was waarschijnlijk daar toen Arthas het land van de High Elves aanviel: Quel'thalas. Kael evacueerde de resterende Elves en verbrandde de bossen om de Scourge een poot dwars te zetten. Hij nam controle over de High Elves en veranderde de naam van hun ras in Blood Elves, als eerbetoon aan de vermoorde High Elves. De High Elves die in Stormwind, Kalimdor of ergens anders waren, zijn waarschijnlijk geen volgelingen van Kael.